# 대구파티마병원
대구파티마병원(Daegu Fatima Hospital)은 대구광역시 동구 신암동에 있는 종합병원이다.

## 연혁
- 1956년 7월 2일 : 파티마의원 개원. 의원장 마리아 살루스 수녀 (Sr. Marie Salus, OSB). 취임무료진료소(St. Maria) 신설
- 1962년 8월 22일 : 종합병원 인가 : 내과, 외과, 산부인과, 소아과, 이비인후과, 마취과, 방사선과, 임상병리과
- 1965년 1월 1일 : 수련병원 인가
- 1965년 12월 31일 : 성힐데갈드관(기숙사) 지상3층 255평 신축
- 1968년 9월 20일 : 비영리의료기관 갱신 허가(33실 총병상 95)
- 1972년 9월 8일 : 외래진료부 지하1층, 지상6층 2,518평 증축 (50실 총병상 161)
- 1974년 9월 1일 : 행복한 가정운동 전개(가톨릭 가족계획)
- 1975년 11월 30일 : 성 누까관(기숙사)지하1층, 지상4층 362평 신축
- 1976년 1월 5일 : 동위원소 치료 및 검사실 신설
- 1976년 12월 24일 : 의료기관 개설허가 변경 (62실 총병상 193)
- 1980년 3월 25일 : 병동 5,6층 712평 증축 (78실 총병상 292)
- 1982년 7월 22일 : 의료기관 개설허가 변경 (80실 총병상 301)
- 1984년 2월 9일 : 병동 지하1층, 지상8층, 옥탑1층 3,850평 증축 (107실 총병상 503)
- 1989년 3월 24일 : 의료기관 개설허가 변경 (104실 총병상 488)
- 1994년 3월 25일 : 병원증축공사 착공식
- 1995년 10월 1일 : 파티마병원장례식장 개관
- 1999년 7월 10일 : 신병동 및 주차빌딩 준공 축복식
- 2002년 2월 22일 : 본관, 동관 개,보수공사 완료 축복식
- 2010년 2월 18일 : 국제진료센터 개설
- 2013년 12월 13일 : 강당 증축 준공 축복식
- 2017년 2월 14일 : 제2주차장 착공식
- 2017년 11월 17일 : 제2주차장 축복식

## 변경 사항
- 대구파티마병원